# Ослюк Максим Ігорович
Ослю́к Ма́ксим І́горович (11 червня 1999 — 10 листопада 2024) — молодший сержант Збройних сил України, учасник російсько-української війни.

## Життєпис
Максим народився 11 червня 1999 року в селі Медвідка. Навчався в одному  класі разом із Героєм України Пилявцем Сергієм в місцевій школі, яку й закінчив, згодом навчався у Гущинецькому вищому професійному училищі за спеціальністю «Тракторист-машиніст». Після строкової служби свідомо обрав шлях військової служби та підписав контракт і продовжив захищати Україну. Максим всюди навчався на відмінно, володів англійською, брав участь в олімпіадах, займався футболом.
У 2019 та 2020 роках воював у зоні проведення АТО на Донецькому та Луганському напрямках. Під час повномасштабного вторгнення став командиром 3 штурмового відділення 1 штурмового взводу 1 штурмової роти, 225 ОШП, (в/ч А 7400), мав позивний «Сонік». Під час служби отримав два поранення: у зоні проведення АТО та під час повномасштабного вторгнення, але після лікування знову повернувся на фронт — бо не міг бути осторонь.
З початку повномасштабної агресії, Максим брав участь у таких військових операціях:
1. Операція на Часовому Яру (героїчно вистояв оточення понад два тижні);
2. Оборона та стримування ворога на Донеччині;
3. Курська операція на території ворога.[5]

### Загибель
10 листопада 2024 року виконуючи бойове завдання в районі села Новоіванівка Курської області Російської Федерації, Максим загинув внаслідок мінометного обстрілу позицій, отримавши несумісні із життям поранення. Тривалий час його вважали зниклим безвісти. Тіло Героя вдалося опізнати лише за результатами ДНК-експертизи через 7 місяців після загибелі.
На Максима чекали вдома мама Людмила Павлівна, тато Ігор Іванович, брат Вадим та сестра Ілона.

### Спочинок
16 червня, о 9.00 у селі Медвідка відбулось прощання з Максимом. Мешканці Стрижавської ОТГ вшанували пам'ять військового живим коридором, зустрівши кортеж з Героєм на «Щиті» у Стрижавці о 8.40, у Лаврівці — 8.45, далі коридор формувався від початку села Медвідка по вулиці Центральній до будинку військового (вул. Шевченка, 1). Служба проходила о 10.00 у старовинній Церкві Великомучениці Параскеви-П'ятниці де отець Микола відслужив чин відспівування за Героєм. Церемонія прощання відбулася на території храму об 11.00. Максим Ослюк похований на Медвідському кладовищі.

## Нагороди
- Орден «За мужність» III ступеня (16 вересня 2024) — за особисту мужність, виявлену у захисті державного суверенітету та територіальної цілісності України, самовіддане виконання військового обов'язку[11].